# São Tomé és Príncipe kultúrája
São Tomé és Príncipe Afrika nyugati partjainál, a Guineai-öbölben, az Egyenlítő mentén található két vulkanikus szigeten fekvő független köztársaság, amely fél évezredes portugál fennhatóságot követően, 1975-ben nyerte el a függetlenségét. A többségében az egykori fekete rabszolgák leszármazottai által alkotott, római katolikus felekezetű nemzet kultúrájában a tradicionális – gyakran zöld-foki-szigeteki vagy angolai eredetű – elemek dominálnak, a magas művészetek csak a 20. század végén kezdtek kibontakozni.

## Társadalom és vallás
Lévén, hogy a szigetek csak a 15. század vége után népesültek be és a századok során az egyes néprétegek folyamatosan keveredtek egymással, São Tomé és Príncipén a Nyugat-Afrika egyéb területeiről ismert éles etnikai-törzsi különállás ismeretlen. Történelmileg azonban megfigyelhető volt az egyes, jól meghatározott kulturális háttérrel rendelkező társadalmi csoportok elkülönülése. A kisszámú fehér (portugál, brancos) ültetvényes és befektető mellett a társadalom derékhadát és középrétegét a behurcolt, majd felszabadított feketék utódai, a forrók (forros) teszik ki (számarányuk mintegy 85–90%-os). Ők alkották és alkotják a São Tomé-i társadalom legtudatosabb rétegét: ültetvényeken nem voltak hajlandóak dolgozni, tisztviselői állásokat töltöttek be vagy kereskedtek, s ők készítették elő a szigetek függetlenségi mozgalmát. A fehérek és a helyiek közötti keveredés jegyeit viseli magukon a mulattok (mulattos), meszticek (mestiços) vagy bobók (bobos, a. m. ’sárgák’) elnevezéssel illetett kreol réteg, amelynek tagjai a forrókénál alacsonyabb társadalmi helyzetben vannak. A tongák (tongas) a jórészt Zöld-foki-szigetekről és Angolából a 20. században érkezett szerződéses munkások (serviçais) leszármazottai. Sajátos réteget képvisel a São Tomé nyugati és déli részén, halászközösségekben élő, 9 ezres lélekszámú ngoláké (angolares). A hagyomány szerint egy 1540 körül a partoknál hajótörést szenvedett rabszolgaszállító hajó angolai rabszolgáinak leszármazottai, valójában azonban a 16. században a szigetek ültetvényeiről elszökdösött, s az áthatolhatatlan esőerdőkben letelepedett, eleinte Amador király irányítása alatt álló rabszolgák utódai.
A gyarmati idők hagyatékaként a lakosság 70,3%-a római katolikus, rajtuk kívül növekvő számú, 3,4%-nyi evangélikus felekezetű él az országban (2001). A szigetek 1534 óta egyetlen, közvetlenül a Vatikán allá rendelt egyházmegyét alkotnak, a püspök São Toméban székel. A keresztény liturgia elemei a helyi népéletbe is beszűrődtek, így például nagy gyakorisággal, díszes külsőségek között, körmenetekkel ünneplik számos védőszentjüket, misztériumjátékok sajátos változatait adják elő stb. Ugyanakkor több pogány rítus virágzik a mai napig: dívik és elfogadott a boszorkányság, a termékenynek hitt májusi eső összegyűjtése (Chuva de Três de Maio), az őskultusz, a halottakat segítségül hívó gyógyító szertartások (djambi) stb. A keresztény erkölcstől szintén idegen a São Tomén normatív poligünia, azaz amikor a férfinak felesége mellett több ágyasa is lehet. Ennek egyik következményeként a világon a szigetországban a legmagasabb a házasságon kívül született gyermekek száma, s ezen a gyakorlaton II. János Pál pápa 1992. évi vizitje sem változtatott. A főbb keresztény felekezeteken kívül számottevő hívet tudhatnak magukénak az új apostoli reformisták (2%), a hetednapi adventisták (1,8%), a jehovisták (0,5%), valamint a bahá’í egyház.

## Nyelv és irodalom

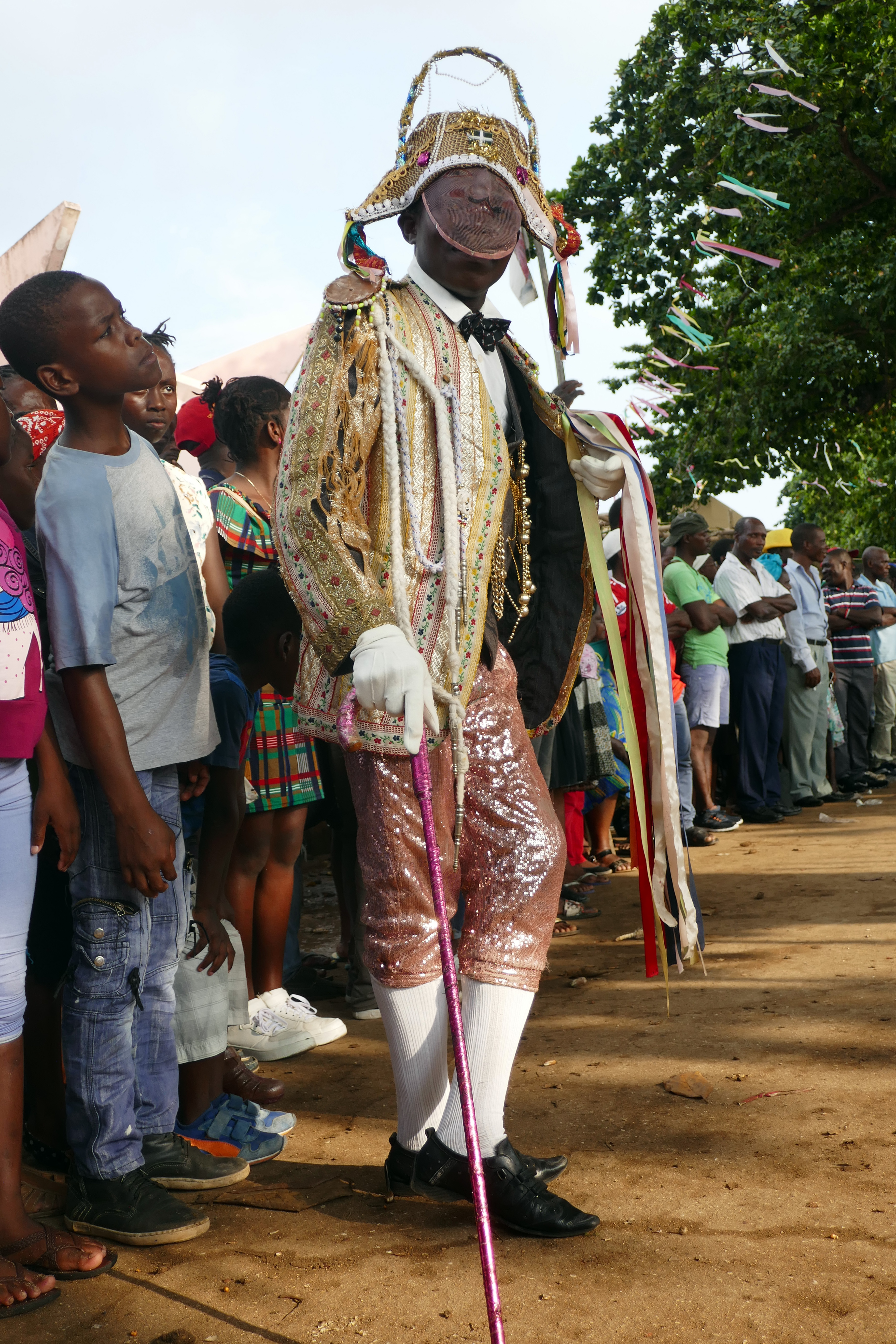
Tchiloli.

São Tomé és Príncipe hivatalos nyelve a portugál, de a lakosságnak csak kis része használja a nyelvet, s inkább széles körben elterjedt helyi változatát, a portugál alapokon nyugvó, bantu elemekkel kevert kreol (kriolu vagy kriulu) nyelvet beszélik. A helyi kreol nyelvnek három fő nyelvjárása ismert, a többségi társadalom által beszélt sãotomense vagy forro, a ngolák több kimbundu elemet tartalmazó angolar nyelvjárása, valamint a Príncipe szigetén beszélt lun’gwiye (’a sziget nyelve’) dialektus.
Az alig 1000 km²-nyi nemzet szépirodalma csak a 20. században bontakozott ki, de a népköltészeti alkotások korábban és ma is nagy szerepet játszanak a szigetek életében. A hagyományos közösségek megbecsült alakja a mesemondó (griot), közkedvelt népmesei alak az ördög, valamint a folyton élelem és egyéb hasznok után járó, ravasz teknősbéka (tartaruga). Folklórtörténeteik bővelkednek a szexuális célzásokban és a sajátos népi humorú groteszk elemekben. A valós események – így például a Batepá-mészárlás – történéseit megörökítő mondaszerű narratívák (contági) szintén népszerűek. Aktívan élő folklórelemek a szigeteken az ún. dramatikus népi játékok, amelyek egy-egy korábbi szépirodalmi mű folklorizálódott előadásai. São Tomé szigetének dramatikus játéka a Tchilôli, amelyben a madeirai Baltasar Dias 1598-ban megjelent története (Tragédia do Marquês de Mântua) alapján játsszák el a beöltözött São Tomé-iak a Nagy Károlyhoz fűződő történetet. Az országban mintegy tucatnyi forró Tchilôli-csoport működik, s az Európában játszódó jeleneteket európai ruhákba öltözve, afrikai zenével és tánccal körítve adják elő. Hasonlóan népszerű dramatizált tanmesék a Danço Congo, illetve a Príncipe szigetén minden évben Szent Lőrinc napján előadott, szintén Nagy Károlyhoz kötődő Auto da Floripes.
A São Tomé és Príncipe-i szépirodalom sajátos arculattal, irodalmi hagyományokkal ma sem rendelkezik, de egyfajta tematikai spektrum jól körvonalazható: a São Tomé-i költők és írók gyakran írnak az ültetvények életéről, az alávetett gyarmati népek sorsáról, hazájuk – a két sziget – természeti szépségeiről. A témaválasztás sajátos ellentmondása, hogy míg a gyarmati korszak szépirodalmi műveit harcos, esetenként militáns antikolonializmus jellemezte, és az 1953-as Batepá-mészárlás gondolata körül egész ciklusok születtek, az 1975-ös függetlenné válás óta a költők és írók kerülik a társadalmi-politikai visszásságok feltárását alkotásaikban. A lakosság írástudatlansága még a 20. század vége felé is rendkívül magas volt, 1983-ban a felnőtt lakosság körében elérte az 57%-ot. Csupán kevesek kiváltsága volt a 19. századtól, hogy Európában tanulhassanak, leginkább a fehér ültetvényesek – akár félvér – gyermekei részesültek ilyen neveltetésben. A portugáliai egyetemeken tanuló São Tomé-iakra hatottak az anyaország, s azon keresztül Európa kulturális áramlatai, illetve a többi portugál gyarmat Lisszabonban, Portóban, Bragançában tanuló fiai által megteremtett miliő. A gyarmati korszak jelentősebb – többnyire helyi kreol nyelven alkotó – költői Francisco Stockler (1839–1884), Caetano da Costa Alegre (1864–1890), Herculano Levy (1889–1969), Marcelo da Veiga (1892–1976). A 20. század jelentősebb költői Francisco José Tenreiro (1921–1963), Maria Manuela Margarido (1925–2007), Alda do Espírito Santo (1926), Fernando de Macedo (1927–2006), Tomaz Medeiros (1931), Maria Olinda Beja (1946), Carlos Espírito Santo (1952), Mé Sossô (1952), Aíto Bonfim (1955). A prózairodalom eleinte Portugáliából áttelepült írók – Fernando Reis (1917–1992), Luís Cajão (1920) – munkássága nyomán bontakozott ki, s az 1970-es évektől megjelentek az első São Tomé-i írók novellái, elbeszélései, ritkán regényei is: Sum Marky (1921), Albertino Bragança (1944), Frederico Gustavo dos Anjos (1954), Rufíno do Espírito Santo, Horácio do Sacramento Neto és mások alkotásai. A drámairodalom nem vert gyökeret a szigetország kultúrájában. Noha a dramatikus népi színjátszás rendkívül népszerű (lásd Tchilôli, Auto de Floripes stb.), máig mindössze két drámát, Fernando Reis 1960-as években bemutatott darabjait tartja számon a São Tomé-i irodalomtörténet. A szigetország szépirodalmát ritkán fordítják le más nyelvekre; a kevés kivételek egyike a Londonban élő Conceiçao Lima (1961), akinek versei angolul is napvilágot láttak.

## Művészetek

### Zene és tánc
A tradicionális São Tomé-i zenére a legnagyobb hatást a 20. század elején érkező angolai és zöld-foki-szigeteki szerződéses munkások zenei kultúrája gyakorolta (mint például a kudoro stílus). Hagyományos, a nagydobbal (pulta), valamint kisdobokkal (micoló, sucalo) előadott, tánccal kísért népszerű zenei formák a socopé, az ússua, a dêxa, valamint a szexuális töltetű puita. További népszerű hangszerek a különféle furulyák, a lopótökből készült, magokkal töltött csörgő (sacaia). Noha a modern áramlatok is hatnak a zenei közízlésre, a szinte mindennapi fesztiválokon fellépő hagyományos zenei és táncegyüttesek (pl. Sangazuza, África Negra) népszerűsége töretlen. Hasonlóan népszerűek az olyan újabb keletű, Afrika más országaiból „importált” zenei stílusok és táncok is, mint az angolai kizomba vagy a zöld-foki-szigeteki kadançe. A São Tomé-i népzenei elemeket felhasználó világzene jelentős képviselői a Portugáliában élő Felício Mendes (1949), Açoreano (1960), Juka vagy a kizombaénekes Kalú Mendes és Camilo Domingos (1965–2005).

### Építészet
Az ültetvények hatalmas tégla- vagy betonbarakkjai mellett a meszelt falú, fatornácos lakóépületek képviselik a helyi építészeti hagyományokat. A gyarmati korszakból fennmaradt, az európai hagyományokat követő épületek közé tartozik a szubszaharai Afrika legrégibb székesegyháza, a São Tomé-i Santa Sé (építését 1576-ban kezdték meg, de csak 1958-ban készült el végleg), valamint a ma a Nemzeti Múzeumnak otthont adó, 1575-ben épült Szent Sebestyén-erőd (Fortaleza de São Sebastião).

### Képzőművészet
A klasszikus értelemben vett képzőművészet csak napjainkban van kibontakozóban. Évszázados hagyománya van azonban a népéletből merítő naiv zsánerképek festészetének, jelentősebb képviselői Pascoal Viegas Vilhete (művésznevén Sum Canarim; 1894–?) és Protásio Pina (1960–1999) voltak. Napjaink São Tomé-i művészei már az absztrakt expresszionizmust ötvözik a hagyományosabb, naiv vagy stilizált festészettel: João Carlos Silva (1956), Eduardo Malé (1973), Olavo Amado (1979), René Tavares (1983) és mások. A kortárs szobrászat jelentősebb képviselői a fém állatfigurákat készítő Geane Castro, illetve expresszionista faszobrairól nevezetes Aurélio Silva.

## Tudomány
A kis szigetország tudományos élete gyerekcipőben jár. Nincs, s a közeljövőben nem is várható nemzeti tudományegyetem alapítása, a felsőfokú oktatást a São Tomé-i műszaki főiskola (Instituto Superior Politécnico) képviseli, ahol 100–120 diák oktatása folyik. Kormányzati oldalon nem létezik korszerű tudománypolitika, sem miniszteriális, sem alsóbb szinteken. A fővárosban működik a 45 ezer kötettel és 2 ezer folyóirat-előfizetéssel rendelkező, közgazdasági, mezőgazdasági és halászati gyűjtőkörű Technikai és Tudományos Dokumentációs Központ (Centro de Documentação Técnica e Científica).

## Kulturális intézmények
A szigetország kulturális intézményeinek nagy része a fővárosban, São Toméban működik. Itt található a Nemzeti Múzeum (Museu Nacional de São Tomé e Príncipe), a Teia d’Arte kortárs képzőművészeti galéria, São Tomé és Príncipe Történeti Levéltára (Arquivo Histórico de São Tomé e Príncipe), valamint az olvasóteremmel is rendelkező Mezőgazdasági és Halászati Minisztérium Könyvtára (Biblioteca do Ministério de Agricultura e Pesca). 

## Gasztronómia
A helyi ételek alapanyagai a szigetek tipikus terményei: banán, főzőbanán, kasszava, kukorica, valamint a legkülönfélébb tengeri halak. Európai, főként portugál konyhával jobbára csak az éttermekben lehet találkozni. Tipikus helyi ételek a tucatnyi zöldség felhasználásával készült raguk, valamint a főzőbanánnal tálalt sült hal, a con-con. A frissen fejt pálmabor a helyiek egyik kedvenc itala.